# Maciej Russek
Maciej Russek także Mathias Rusch lub Rawsch (ur. ok. 1440, zm. 29 listopada 1504) – polski złotnik, kupiec, działacz społeczny, cechowy i samorządowy. Burmistrz Poznania (1497–1498).

## Życiorys
Wzmianki o jego życiu w Poznaniu pojawiają się od 1465. W 1474 kupił dom przy ul. Wielkiej w którym zamieszkał. Posiadał także domy przy Rynku, przed Bramą Wroniecką oraz dom poza murami miasta na wzgórzu. Był zamożnym i zaufanym mieszkańcem, któremu często powierzano rolę pośrednika, arbitra czy opiekuna prawnego w przeróżnych sprawach sądowych. Pięciokrotnie sprawował funkcję starszego cechu – w latach 1467–1469, 1473, 1478–1479, 1482–1484 i w 1487. Następnie został ławnikiem (1493–1495), radnym miasta (1495–1496, 1499 i 1504) oraz burmistrzem Poznania (1497–1498). Jego warsztat złotniczy wykonywał przedmioty zamawiane przez wielkopolskich możnowładców oraz duchownych. Produkował m.in. argenteria świeckie użytkowe i argenteria liturgiczne. Jedną z jego klientek była Katarzyna (żona Andrzeja Świdwy Szamotulskiego), dla której w 1493 wykonał bliżej nieokreślony przedmiot.
Został zamordowany 29 listopada 1504 przez kasztelana śremskiego Mateusza Gostyńskiego (prawdopodobnie z powodu konfliktu o niewykonanie zlecenia przez swojego byłego ucznia, złotnika Sebastiana). Był żonaty z bliżej nieznaną Małgorzatą.